# Assoziation Freier Gesellschaftsfunk
Die Assoziation Freier Gesellschaftsfunk (AFF) ist der Landesverband der (derzeit) neun Freien Radios in Baden-Württemberg. Neue Freie Radio-Initiativen werden von der AFF gewünscht und unterstützt.
Zu den Mitgliedern gehören:
- Bermudafunk (Mannheim, Heidelberg)
- Freies Radio Freudenstadt (auch in Baiersbronn und Horb am Neckar)
- Freies Radio für Stuttgart
- Querfunk (Karlsruhe)
- Radio Dreyeckland (Freiburg im Breisgau)
- Radio fips (Göppingen)
- Radio free FM (Ulm)
- Radio StHörfunk (Schwäbisch Hall und Crailsheim)
- Wüste Welle (Reutlingen und Tübingen)